# 临渭区
临渭区是中国陕西省渭南市所辖市辖区。1995年，由原县级渭南市改称为渭南市临渭区。区域总面积为1221平方公里，区人民政府駐杜橋街道东风大街83号。

## 历史
- 渭南县建于前秦甘露二年（公元360年），这一名称有一千多年的历史。
- 1983年撤销原渭南县，建立县级渭南市。
- 1995年，由原县级渭南市改称为渭南市临渭区。

## 人口
2020年末，渭南市第七次全国人口普查公报显示：临渭区常住人口为920044人，男性人口占比50.21%，女性人口占比49.79%，年龄结构中0-14岁占比15.85%，15-59岁占比62.76%，60岁以上占比21.38%，65岁以上占比14.68%。

## 行政区划
临渭区下辖13个街道办事处、14个镇：
人民街道、杜桥街道、解放街道、向阳街道、站南街道、双王街道、良田街道、崇业路街道、辛市街道、龙背街道、阳曲街道、信义街道、白杨街道、桥南镇、阳郭镇、故市镇、下邽镇、三张镇、交斜镇、崇凝镇、孝义镇、蔺店镇、官底镇、官路镇、丰原镇、阎村镇和官道镇。
其中，良田街道、白杨街道、崇业路街道由渭南高新技术产业开发区管委会代管。辛市街道、龙背街道、阳曲街道、信义街道由渭南经济技术开发区管委会代管。

## 交通
古代渭南县素有“三秦要道，八省通衢”的美称，地理位置极为优越。

### 铁路
- 渭南站
- 渭南北站
- 渭南南站（已停运）
- 渭南西站

### 公路
- 108国道
- 310国道
- 连霍高速
- 榆蓝高速